# Parishianae
Sous-genre
Parishianae est un  sous-genre de plantes à fleurs du genre Phalaenopsis et de la famille des orchidées.

## Description et botanique
Ce sous-genre forme un groupe monophylétique avec 4 pollinies caractérisé par un labelle à base étroite qui forme un angle droit avec le pied de la colonne et un lobe médian qui est mobile.
Ce sous-genre est l'équivalent de la section Parishianae dans le classement des Phalaenopsis publié par  Sweet en 1980.

## Espèces botaniques
- Phalaenopsis appendiculata
- Phalaenopsis gibbosa
- Phalaenopsis lobbii
- Phalaenopsis parishii